# メガストア
『メガストア』は1993年に白夜書房から創刊された月刊のアダルトゲーム雑誌。創刊当時は『ニャン2倶楽部』増刊扱いだった。
1995年に白夜書房からコアマガジンが分社化されたことに伴い、本誌の発行元も同社へ移る。
創刊号から2002年12月号までうめつゆきのりが描いていた表紙は「店頭で手に取るのが恥ずかしい」と評判だった。2004年6月号より、判型をB5からA4に変更。付録のDVDにはロットアップしたアダルトゲームの旧作がまるまる収録されている。
姉妹誌にアダルトアニメやボイスコンテンツなどを扱っていた『G-Type』『G'sister』『Voice-type』や、美少女漫画雑誌の『コミックメガストア』『コミックメガストアH』があるが、『コミックメガストア』系列は『漫画ホットミルク』を刊行していた漫画編集部に属しており、名義貸しの状態になっていた。
1997年から1999年にかけてCS放送・ほっと茨城テレビ、キッズステーションで史上初のアダルトゲーム情報番組『メガストア 美少女ゲームTV!』を製作・放送していた。放送終了後は「インプレスTV」での番組配信によりしばらく継続していたが、現在は休止中。
1999年5月にあった美少女ゲームメーカーのイベント「キャラ・フェス」にて、メガストアの編集長によるトークショーがあった。

## コミックメガストア
1993年7月5日に増刊として刊行。このときは『漫画ホットミルク』増刊に近い印象のアンソロジーコミックで、単発で終わっている。
1999年、コミックハウスで『コミックライズ』の編集者だった島田崇と『MANGA絶対満足（漫画大悦楽号）』の編集者だった明治拓生がコアマガジンへ移籍し、『メガストア』編集部と組む形で『メガストア』9月号増刊として新創刊。初期から中期にかけては『漫画ホットミルク』出身の新人だった園部一晶の表紙イラストで知られていた。
美少女ゲームのコミカライズや、人気原画家によるオリジナル漫画（路杏るう）などの他、鬼ノ仁やひぢりれいなど、それまでコアマガジンが刊行していた『漫画ホットミルク』『漫画ばんがいち』とは一線を画したハードコア路線で好調を続けたが、明治は幻冬舎コミックスを経て、秋田書店『月刊ヤングチャンピオン烈』へ移籍。島田主導のハードコア路線が更に強まっていく。
島田を中心とした通称「島田班」6名の編集者は、2007年の『コミックホットミルク』創刊に携わった後、2012年にワニマガジン社へ移籍し、『COMIC X-EROS』を創刊した。これに伴い、『コミックメガストア』系列は旧『漫画ホットミルク』系編集部の直接管轄となったが、『メガストア』編集部との連携が取れなくなり、執筆陣も弱体化した。
2013年4月19日、『コミックメガストア』『ニャン２倶楽部』両編集部に警察の家宅捜索が入った影響から、2013年4月25日発売の6月号で休刊。実質的に『コミックホットミルク』へ統合されることとなった。この際、前述の名義貸し状態だったことから、直接編集に関与していなかった『メガストア』編集長がわいせつ図画頒布容疑で逮捕されている。

### アニメ化作品
いずれもアダルトアニメ。
| 作品           | 発売年 | アニメーション制作 | 備考 |
| -------------- | ------ | ------------------ | ---- |
| 少女セクト     | 2008年 | アマルコルド       |      |
| 相思相愛ノート | 2010年 | N/A                |      |

## コミックメガストアH
2002年7月号から2013年7月号まで刊行された。『コミックメガストア』の兄弟誌の位置づけ。

## コミックメガストアα
2013年9月号から刊行、偶数月14日刊。『コミックメガストア』『コミックメガストアH』の後継誌で、『コミックホットミルク』の兄弟誌の位置づけ。

## コミックメガストアDEEP
2015年12月から電子書籍専用雑誌として配信。創刊当時は季刊だったが、隔月刊に移行している。「島田班」の移籍に伴う管轄変更もあり、2012年に休刊した『コミックメガミルク』の執筆陣を受け継いでいる。

## コミックメガストア (電子書籍版)
2022年10月から電子書籍雑誌として復活。隔月刊で偶数月24日毎に電子書籍サイトにて配信。

### 主な執筆陣
- きんく
- ミツギ
- 田辺京
- ムサシマル
- 蛹虎次郎
- にびなぼ凸面体
- おそまつ
- しはちろ
- mmm
- 道満晴明
- ももようかん
- 葵ヒトリ
- 天太郎
- 一弘
- 神楽もろみ
- 水風天
- 青点
- 小林王桂
- clone人間
- 玄鉄絢

## 姉妹誌
- G-type
- G'sister
- Voice-type
- コミックメガストア（休刊）
- コミックメガストアH
- コミックメガストアα